# 剑桥大学考试委员会
剑桥大学考试委员会（又譯劍橋大學認證中心、英語：、简称：UCLES）是英國劍橋大學的一個非教學部門，於1858年成立，已有超過150年歷史。UCLES負責劍橋大學的對外公開考試，是現時全英國最大規模之海外考試機關。

## 歷史
劍橋大學考試委員會於1858年成立，負責大學的對外公開考試，例如：入學試等。1873年，劍橋大學及牛津大學的考試委員會合併，成立牛津劍橋聯校考試委員會（Joint Board of Oxford and Cambridge Schools Examination Board）。這個委員會就是今日的考試委員會的前身。之後，這個聯校委員會不斷吸收其他大學的考試委員會，並改名為南方大學聯校考試委員會（Southern Universities Joint Board）及。從2005年7月21日起，這個部門改名為劍橋評核（Cambridge Assessment）。

## 功能
其任务是负责出具大量在英国国内和国际上的试题并评判答卷。它也许是因为可以鉴定EFL，也就是剑桥大学使用其他语种者的英语课程测试（English for Speakers of Other Languages）的资格而著名的，同时，它也为其他大量的学术和职业做鉴定。剑桥大学考试委员会不负责剑桥大学内部的考试。
剑桥大学考试委员会也是世界上众多的被所有政府承认的评估机构之一。

## 旗下考試
- YLE劍橋兒童英語認證 (Cambridge English: Young Learners 或 Cambridge Young Learners English)[1]
  - Starters
  - Movers
  - Flyers
- 劍橋五級英語認證 (Cambridge English Exams)
  - KET劍橋初級英語認證（成绩等第为 Pass with Merit 或 Pass ：CEFR Level A2；成绩等第为 Pass with Distinction ：CEFR Level B1[2]）
  - PET劍橋中級英語認證（成绩等第为 Pass with Merit 或 Pass ：CEFR Level B1；成绩等第为 Pass with Distinction ：CEFR Level B2[3]）
  - FCE劍橋中高級英語認證（成绩等第为 B 或 C ：CEFR Level B2；成绩等第为 A ：CEFR Level C1[4]）
  - CAE劍橋高級英語認證（成绩等第为 B 或 C ：CEFR Level C1；成绩等第为 A ：CEFR Level C2[5]）
  - CPE劍橋最高級英語認證 (成绩等第为 A、 B 或 C ：CEFR C2 level[6])
- 劍橋博思職場英語檢測 (Business English Testing Service)
- 剑桥商务英语证书 (Cambridge English: Business Certificates 或 Business English Certificates)[7]
  - Preliminary（成绩等第为 Pass with Merit 或 Pass ：CEFR Level B1；成绩等第为 Pass with Distinction ：CEFR Level B2[8]）
  - Vantage（成绩等第为 B 或 C ：CEFR Level B2；成绩等第为 A ：CEFR Level C1[9]）
  - Higher（成绩等第为 B 或 C ：CEFR Level C1；成绩等第为 A ：CEFR Level C2[10]）
- 雅思考试 (International English Language Testing System；由剑桥大学考试委员会、英国文化协会和澳大利亚教育国际开发署（英语：IDP Education）（IDP）共同举办，其中剑桥大学考试委员会负责有关学术水平及试题内容，而英国文化协会及澳大利亚教育国际开发署负责于世界各地定期举办考试)

## 外部連結
- Cambridge Assessment 網址 （页面存档备份，存于）
- Cambridge English Language Assessment （页面存档备份，存于）